# Khomeini-Shahr
Khomeini-Shahr ou Khomeynishahr (em persa: خمینیشهر), anteriormente conhecido como Homayunshahr (em persa: همایونشهر) e Sedeh (em persa: سده) é uma cidade perto de Esfahan no Irã. A cidade tinha uma população de mais de 287.285 em 2006 e é agora uma parte da área metropolitana de Esfahan.
A cidade era originalmente conhecida como Sedeh. Na década de 1930, o nome foi mudado para Homayunshahr. Após a Revolução Iraniana de 1979, a cidade foi novamente renomeada para Khomeinishahr em homenagem ao aiatolá Khomeini. Os habitantes locais continuaram a se referir à cidade como Sedeh.